# Caryanda olivacea
Caryanda olivacea är en insektsart som beskrevs av Willemse, C. 1955. Caryanda olivacea ingår i släktet Caryanda och familjen gräshoppor. Inga underarter finns listade i Catalogue of Life.